# Mamadou Dia
Mamadou Dia, född 18 juli 1910 i Khombole, död 25 januari 2009 i Dakar, var en senegalesisk politiker. Han var landets premiärminister 1957-1962 och i den egenskapen ledde det självständiga Senegals första regering 1960-1962.
Dia försökte 1962 avsätta presidenten Léopold Senghor. Han blev själv avsatt och fick livstids fängelse för landsförräderi. Han frigavs 1974 och benådades 1976.